# Scutovertex glaber
Scutovertex glaber är en kvalsterart som beskrevs av Mihelcic 1957. Scutovertex glaber ingår i släktet Scutovertex och familjen Scutoverticidae. Inga underarter finns listade i Catalogue of Life.